# Друга війна з містом Веї
Друга війна з містом Вéї або Фідéнська війна (438 – 425 рр. до н. е.) — війна між Римською республікою та етруським містом  Веї за контроль над Фіденами. Володіння цим містом надавало стратегічну перевагу, адже давало змогу контролювати місця впадіння в Тибр річок Аньєне та Кремера і відкривало пряму дорогу на Рим або  Веї. Бойові дії часто переривалися, зокрема через посухи та хвороби. Війна завершилася перемогою римлян.
Основним та найголовнішим джерелом для вивчення подій цієї війни є праця «Історія» Тіта Лівія, адже лише в ній зберігся повний опис цих подій. Інші джерела не містять загального опису: лише окремі свідчення та уривки є в творах Валерія Максіма, Діодора Сицилійського, а ХІІ книга «Римських старожитностей» Діонісія Галікарнаського, де могла міститися інформація про війну, узагалі майже не збереглася.

## Передумови

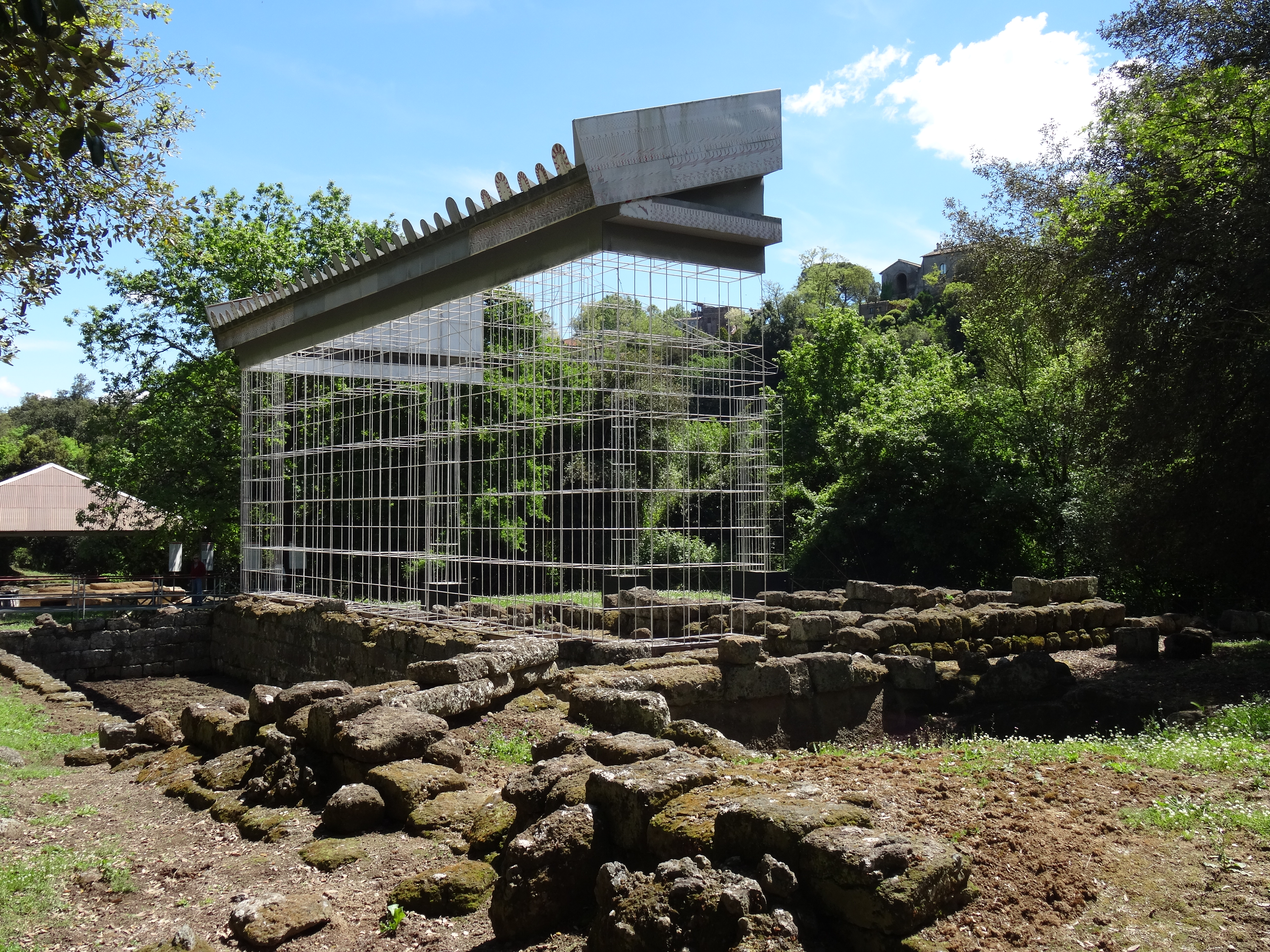
Руїни храму у Веях

Римська держава та місто  Веї були давніми суперниками, ще з часів Римського царства. Лівій повідомляє про військові сутички між римлянами та етрусками, в тому числі й веєнцями, за царювання Сервія Туллія чи навіть раніше. . Діонісій Галікарнаський це підтверджує.. Загалом конфлікти з Римом були спровоковані бажанням контролювати переправи через Тибр, соляні родовища на узбережжі та боротьбою за домінування в регіоні.
Першим серйозним конфліктом стала Перша війна з Веями (483-474 рр. до н. е.). Початок їй поклали веєнці, що пограбували римську територію, змусивши сенат оголосити їм війну (за іншою версією, війну могли спровокувати самі римляни). Після кількох військових кампаній та завершальної битви при Веях (475 р. до н. е.) між сторонами було підписане сорокарічне перемир'я, а Веї зобов'язали постачати Римові зерно та виплачувати данину. Однак загалом римлянам не вдалося завдати супротивнику цілковитої поразки, що означало можливе відновлення масштабних військових дій в майбутньому, що й сталося 36 років потому.

## Початок бойових дій
Конкретною причиною нової війни було відпадіння від Риму міста Фідени, яке перебувало під римським контролем ще із 504 року до н. е., та перехід його на бік  Веї в у 438 році до н. е., за три роки до завершення перемир'я. Римські посли, що були відправлені до веєнського царя Ларса Толумнія, були вбиті фіденцями (які тоді перебували при дворі царя). Це могло бути зроблено з метою тісніше зв'язати веєнсько-фіденський союз та не лишити Фіденам шансу на примирення з римлянами.
У 437 році до н. е. розпочалися воєнні дії. Спочатку царське військо перейшло Анієн та вторглося на римську територію, однак було розбите римським консулом Луцієм Сергієм Фіденатом на березі річки. Перемога римлянам дісталася досить важко, з великою кількістю полеглих. У зв'язку із цими надзвичайними обставинами сенат призначив диктатора, яким став Мамерк Емілій (начальник кінноти  при ньому — Луцій Квінкцій Цинціннат, що за рік до цього був разом із Мамерком військовим трибуном із консульською владою). Був проведений новий набір у війська, призначені досвідчені командири, а легатами стали Тит Квінкцій Капітолін та Марк Фабій Вібулан.
У подальших сутичках римські загони відігнали ворогів за Анієн, і вони стали табором на пагорбах між Анієном та Фіденами, очікуючи на прибуття фалісків — своїх союзників. Після їхньої появи етруски перенесли табір ближче до стін Фіден, а Мамерк Емілій став біля місця злиття Тибру та Анієну, побудувавши укріплення.

## Перша битва при Фіденах
У веєнському таборі існувала незгода щодо того, як потрібно вести подальші бойові дії: фаліски бажали дати генеральний бій, сподіваючись швидко повернутися додому, веєнці та фіденці ж орієнтувалися на затяжну війну. Перемогла точка зору фалісків, яких підтримав цар Толумній, бажаючи не допустити їхнього передчасного повернення додому.
Наступного дня обидві сторони вийшли в поле між таборами, готуючись дати бій. Римські супротивники розмістили в центрі фіденців, на лівому крилі стояли фаліски, а на правому — веєнці; римське праве крило тримав диктатор, лівим крилом командував Квінкцій Капітолін, а в центрі знаходився начальник кінноти Цинціннат. Авгури в римському таборі, за домовленістю, мали подати знак для початку бою. Як тільки він був даний, диктатор повів у бій кінноту, а потім в атаку кинулися й піхотинці. Зав'язався бій, в якому очевидну перевагу мали римляни. Вдало протистояла їм лише веєнська кіннота, очолювана царем, що успішно атакував римські загони.
Лівій передає цікаву історію про те, як військовий трибун Авл Корнелій Косс вирішив одним точковим ударом остаточно переламати хід бою — вбити царя Веїв. Бачачи, що єдиною боєздатною одиницею ворога є кіннота, він, здогадавшись, що її веде цар, збив його з коня та прикінчив. Як трофей він узяв собі царські лати та голову Толумнія.
Ще до початку бою, Толумній послав невеликий загін в тил римлянам, щоб захопити їх табір. Під час битви цьому загону вдалося зайняти зовнішні укріплення табору, однак легат Фабій Вібулан, що керував обороною табору, вчасно зреагував і відкинув ворога від укріплень, змусивши його втікати.
Після смерті царя та невдачі в захопленні римського табору війська римських супротивників розсіялися або були знищені диктатором.
Після перемоги Мамерку Емілію був влаштований тріумф, однак найбільшої уваги заслужив Косс, що зняв із вбитого царя обладунок та присвятив його храмові Юпітера Феретрія. Диктатор присвятив Юпітеру золотий фунтовий вінок.

## Продовження конфлікту. Взяття Фіден. Перемир'я
У 436 році до н. е. римські війська здійснили похід на землі веєнців та фалісків, однак до битви справа не дійшла, і римляни обмежилися лише захопленням полонених та худоби. Подальшому просуванню завадила епідемія серед римських військ.
435 року до н. е. епідемія поширилася в самому Римі та його околицях, що скувало дії римлян у війні та завадило здійснювати їм будь-які військові походи, на відміну від загонів фіденців, що покинули свої сховки у навколишніх пагорбах та влаштовували розбійницькі напади на римську територію.
Невдовзі до фіденців приєдналося етруське військо з Веїв. Не дочекавшись фалісків, які навідріз відмовилися далі брати участь у війні, об'єднане військо перетнуло Анієн та підійшло до Риму з боку Квірінальських воріт, де стало табором. Складне становище вимагало від римлян невідкладних дій. Тоді консули та сенатори вирішили обрати диктатора, яким став Квінт Сервілій Структ. Начальником кінноти було обрано Постума Ебуція Гельву.
На ранок римляни зібрали всі можливі військові сили та вирушили назустріч ворогу, який тим часом відступив на один із пагорбів. Біля містечка Номент відбулася битва, перемогу в якій здобули римляни. Продовжуючи успіх, вони підійшли до стін Фіден та розпочали облогу. Однак місто було розташоване на підвищенні та занадто укріплене, до того ж повної блокади досягти не вдалося, і фіденці мали змогу отримувати продовольство. У цій ситуації Квінт Сервілій вирішив використати військову хитрість та наказав зробити підкоп із протилежної сторони міста, яка надійно не захищалася. У той самий час римське військо здійснювало постійні, цілодобові атаки, з метою відволікти супротивника. Після успішного створення підкопу через нього в місто потрапили римські загони, і Фідени були взяті.
У 434 році до н. е. після падіння Фіден, про що стало відомо усім етруським містам, веєнці та фаліски, відчуваючи небезпеку нових нападів римлян, зібрали загальноетруськьку раду в місті Вольсінії, де попросили про допомогу. Римляни, боячись утворення всеетруського союзу проти себе, обрали диктатора Мамерка Емілія та начальника кінноти Авла Постумія Туберта. Однак етруски відмовилися надавати допомогу Веям та фаліскам, аргументуючи це тим, що Веї самі почали війну з Римом, тому мають вести її власними силами. Коли про це дізналися в Римі, підготовка до війни припинилася, а диктатор, якому не пощастило взяти участь у війні, вирішив відзначитися хоч чимось та прийняв закон про обмеження терміну виконання цензорських обов'язків до 1,5 року, що викликало політичну кризу в державі. Після цього впродовж кількох років діяло фактичне перемир'я між Римом та Веями. Етруски на зборах у Вольсініях 432 року до н. е. ухвалили відкласти продовження війни, незважаючи на протест Веїв.

## Поновлення військових дій. Друга битва при Фіденах та завершення війни
Нові напади веєнців на римську територію розпочалися в 428 році до н. е.. Після чуток про можливу участь у нападах фіденців комісія у складі Луція Сергія, Квінта Сервілія та Мамерка Емілія почала розслідувати справу. Результатом стало виселення частини жителів Фіден, які не могли пояснити причини своєї відсутності в місті під час нападів, до Остії; також до Фіден із Риму були відправлені нові поселенці, яким було роздано частину землі загиблих, внаслідок захоплення міста римлянами, місцевих жителів. Того ж року у зв'язку із сильною посухою римляни не змогли здійснити похід на Веї, тож помсту довелося відкласти до наступного року.
У 427 році до н. е. римляни у зв'язку зі «страхом перед богами», тобто із релігійних причин, повноцінних військових дій також не вели, однак, оскільки перемир'я було-таки порушене веєнцями, до них із Риму були прислані феціали, задля висунення вимог супротивнику. Однак Веї відкинули всі вимоги та відмовилися йти на будь-які компроміси, тому феціали повернулися із пустими руками. У Римі після суперечки про те, чи повинна та як саме має бути оголошена війна (сенатським рішенням чи постановою народних зборів), були скликані центуріатні коміції, що одноголосно проголосували за війну з Веями.
На 426 рік до н. е. було обрано чотирьох військових трибунів із консульською владою: Тіта Квінкція Пунійця, Гая Фурія, Марка Постумія та Авла Корнелія Косса. Зібравши військо, військові трибуни (окрім Косса, що залишився в місті), виступили в похід на веєнців. Однак через неузгодженість дій, суперечливі накази військових трибунів та бажання кожного з них бути головним командувачем війська римляни були розбиті та змушені сховатися в своєму таборі.
Після поразки, у якій звинувачували військових трибунів, в Римі бажали знову обрати диктатора. Однак через страх перед карою богів за обрання диктатора без участі в цьому консула (якого цього року не було), деякий час диктатора призначити не могли. Тільки після звернення до авгурів та їхньої згоди диктатора все ж таки обрали. Ним вкотре став Мамерк Емілій (Авл Корнелій — начальник кінноти при ньому).
Після перемоги над римлянами веєнці повідомили всім етруським містам про поразку ворога та закликали у своє військо добровольців, однак залучити до участі у війні етруські міста вони не змогли й цього разу. Тим часом знову повстали Фідени, де, очевидно, гору взяли антиримські настрої. У місті перебили римських поселенців, а самі містяни оголосили свою підтримку етрускам в майбутньому поході проти римлян. Після роздумів керівництво Фіден та Веїв вирішило вести майбутній наступ із Фіден, після чого веєнці перейшли Тибр та вступили в місто. У Римі тим часом йшли військові приготування: розбиту при Веях армію перевели в Рим, до Коллінських воріт, розставили сторожу на стінах, у місті припинилася торгівля та робота суду.
Мамерк Емілій, виголосивши промову, яка підбадьорила римлян та підняла їх бойовий дух, повів війська до Фіден та розташувався табором на відстані 1,5 км від них. У той же час за його наказом легат Тит Квінкцій Пунієць зі своїм загоном вийшов у тил ворогу та зайняв позиції в горах.
Наступного дня диктатор вивів свої війська проти супротивника, але у бій не вступав, доки не отримав підтвердження того, що Квінкцій вийшов у тил Фіденській фортеці. Після цього, наказавши начальнику кінноти Корнелію не вступати в битву без його команди, кинувся в бій.
Початок бою був для римлян успішним, однак невдовзі із міста вибіг натовп людей зі смолоскипами в руках, що неабияк налякало римські війська. Однак диктатор швидко виправив ситуацію, скомандувавши кінноті Корнелія вступити в бій і сам поспішивши на ліве крило свого війська, яке почало відступати. У цей же час він дав сигнал Квінкцію спуститися з гір. Усе це дало позитивний результат, і римляни знову перейшли в наступ. Після цього начальник кінноти наказав розпрягти коней і, давши їм більшу свободу дій, кинутися в бій. Далі диктатор подав знак - і загін Квінкція вдарив у тил веєнцям та фіденцям, замкнувши коло оточення ворожих військ. Веєнці в паніці побігли до Тибра, а фіденці — до міста. Ті, що відступили до річки, були в основному знищені, частина потонула і лише жменьці вдалося перебратися на інший берег. Тих, що відступали у Фідени, римляни почали переслідувати. Римські війська прорвалися в місто, а згодом захопили і фортецю. У місті зчинилася страшна різанина. Наступного дня кожному вершнику-центуріону було роздано по полоненому (деяким навіть по два), а решту продали в рабство. Після битви диктатор наказав начальнику кінноти скласти повноваження, а згодом зробив це й сам, таким чином перебувавши на посаді лише 16 днів.
Також Лівій каже, що стародавні автори повідомляли про можливу участь у битві флоту, однак сам спростовує це твердження, наголошуючи, що Тибр занадто вузький для цього.
Війна завершилася у 425 році до н. е., коли між Римом та Веями було укладено перемир'я на 20 років.

## Наслідки
Внаслідок Другої війни з Веями Римська республіка одержала впевнену перемогу, однак повністю знищити супротивника не вдалося, хоча Фідени повернулися під контроль Риму. Веї на деякий час зберегли свою незалежність, допоки не були остаточно розгромлені на анексовані Римом у Третій римсько-веєнській війні (406-396 рр. до н. е.).

## Проблема Spolia opima
Питання про те, коли та де саме був присвячений храмові Юпітера Феретрія spolia opima (особливий трофей - обладунки переможеного ворожого полководця (в даному випадку царя  Веїв Толумнія, які з нього зняв Авл Корнелій Косс)), турбувало ще античних істориків. Лівій зазначає, що Косс зробив це, перебуваючи на посаді військового трибуна в 437 році до н. е. Далі він же каже, що імператор Октавіан Август при реконструкції храму на власні очі бачив на нагруднику обладунків напис, де Косс називає себе консулом. Однак консулом він був у 428 році до н. е., а в 426 році до н. е. перебував на посаді військового трибуна з консульською владою. Відповіді на цей парадокс Лівій не знайшов, адже з одного боку він не міг ігнорувати свідчення попередніх істориків та історичні документи, а з іншого не бажав суперечити словам імператора.
Сучасна наука схильна розглядати слова Августа скептично, адже він міг підробити із політичних мотивів (щоб заборонити Марку Крассу присвятити spolia opima) як сам напис, так і весь обладунок, що виглядає логічніше, адже храм довгий час знаходився в руїнах. Скоріш за все, присвята обладунків могла статися у 426 році до н. е., коли Косс був військовим трибуном з консульською владою, а пізніше начальником кінноти, про що свідчить римський письменник І ст. н. е. Валерій Максім.